# Álex Bergantiños
Alejandro Bergantiños García (Corunha, 7 de junho, 1985), mais conhecido como Álex Bergantiños é um ex-futebolista espanhol.

## Títulos

### Deportivo B
- Vencedor da Tercera División: 2005/06, 2006/07

### Xerez
- Vencedor da Segunda División: 2008/09